# Velomobiel.nl

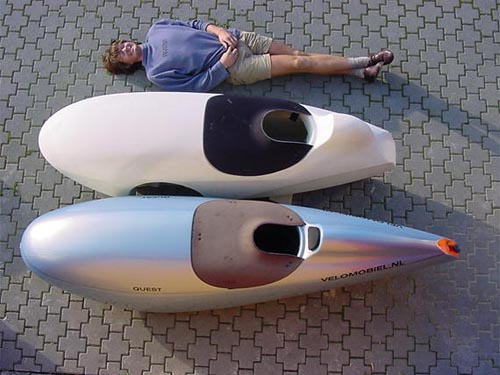
Ymte Sijbrandij első két modellje mellett: a Quest (lent) és a Mango

A Velomobiel.nl egy holland gazdasági társaság márkaneve, a társaság székhelye Dronten, Hollandia, velomobilokat tervez, gyárt és forgalmaz.
Ők tervezték a Quest, Mango, Strada, Quattrovelo, Quattrovelo+ modelleket. A Mangót már nem ők gyártják. Az egyik alapító, Ymte Sijbrandij kilépett, és megalapította az Intercitybike.nl-t.

## A név eredete
2001-ben az IHPVA (International Human Powered Vehicle Association) - amely mellett már WHPVA (World Human Powered Vehicle Association) is létezik - használja a "velomobil" kifejezést az áramvonalasított fekvő kerékpárokra és triciklikre, melyek burkolattal vannak ellátva.
A márka megkülönböztetése érdekében ettől a közönséges névtől ("velomobile") a Quest alkotói a Velomobiel.nl fordítást használják a cég nevének.

## Modellek

### Quest
A Quest egyike azon kevés velomobiloknak a piacon, amelyek teljes mértékben beépítik az első kerekeket a karosszériába, ami nagy aerodinamikai hatékonyságot biztosít a nagyon karcsú profilhoz (hosszú farok) társítva.
Nem túl könnyű (a legújabb verziók esetében csökkentették a súlyt), alacsony a manőverezhetősége és kicsi a stabilitása kanyarodáskor. Széles körben elterjedt, és pozitívan értékelik ennek velomobilteljesítményét.
Hat ismert verziója létezik:
- Quest 20" (2000-2005) 124 db
- Quest (2005-2020) 484 db
- Quest carbon (2010-2020) 255 db
- Quest XS (2011-2019) 59 db
- Quest XS carbon (2021-2019) 113 db
- Duo Quest (2009) 1 db

A 2005 végén megjelent verzió már 26 colos hátsó kerékkel rendelkezett. Egyszerűbb egyláncú velomobil alacsony váltóval. A külső változatlan maradt. Magas, sőt nagyon magas emberek számára is megfelelő.
2009 körül a fejlesztések eredményeként a teljes tömeg 38-ról 34 kg-ra csökkent a normál változatnál, míg a drágább verzió, amelynek burkolata szénszálból készül, 2010 végén jelent meg, ez további jelentős súlycsökkenést eredményez.
A szénszálas verzió (további 1000 euró ktg) 3 kg-ot súlycsökkenést hoz, a kisebb méretű és még könnyebb XS verzió (ugyanazon az áron) 1,78 méternél alacsonyabb emberek számára ajánlott. Az XS verzió szénszálas szerkezettel is elkészíthető.
1038 számozott példány készül el 2020 első negyedévig, túlnyomó többségüket Hollandiában hozzák forgalomba. Ez volt eddig a legkeresettebb velomobil.
Főbb jellemzők:
- hosszú és áramvonalas, nagyon aerodinamikai, szélcsatornán tesztelték
- Menj ki: A burkolat lehetővé teszi a vezető fejének kinyúlását kívülről
- csökkentett szabad magasság (a stabilitás érdekében)
- nagy fordulási sugár: 11 m (gumiabroncstól függően)
- mindhárom kerék felfüggesztéssel rendelkezik: jó kényelem
- az ülés dőlése 35 és 40° között állítható
- a járműbe való be- és kijutás becsapódást és óvatosságot igényel
- méretek: hossza 285 cm, szélessége 76,5 cm, teljesen felszerelt súly: 38 kg (elemekkel)
- a test mérete elegendő helyet hagy a poggyász számára
- csökkent karbantartás: dobfékek, a lánc nagyon védett a kiálló részekkel szemben

### Mango
A Mango modell 2002 szeptemberében jelent meg, sokoldalúbb orientációval rendelkezik:
- a testen kívülre került a kerek
- a felső nyílás nagyobb
- a test rövidebb és ebből adódóan könnyebb

Ezek a különbségek praktikusabbá és kezelhetővé teszik a Mangót, mint a Questet, főleg városban, ugyanakkor kevésbé gyors sík terepen. A szabványosabb alkatrészek és kisebb méretek alacsonyabb árat eredményeznek.
A Mango + 32,5 kg. A Mango Sport súlya mindössze 27,5 kg. A Mango Sport Red Edition nevű, minőségi felszereléssel kiadásra került.
2006-tól a groningeni Recumbent Garage jogot szerzett a Mango gyártására. 2007-től a társaságot átvette a Sinner Ligfietsen, amely 2013-tól már csak a Mangót és Sinner Comfort nevű delta trájkot gyártotta, és a nemzetközi céljai érdekében nevet változtatott Sinner Bike-ra.
A Mangót Sinner Ligfietsen folyamatosan szerkesztette és fejlesztette. A Sinner a 150-es számú példányt is legyártotta (korábban a Beyss gyártotta).
2014 októberétől a Mango előállítása a Drymernél, aki átvette a Sinner Bike-ot.
2014-ben is sor került továbbfejlesztésekre. Az ezt követően gyártott velomobilok hatékonyabbak (sebességváltó hatékonyság) és stabilabbak (kormányzási pontosság).

### Strada
A Strada modell 2009-ben jelent meg. A Quest és a Mango közötti hosszúságú. Technikailag hasonlít a Mangóra (akadálymentesség, kerekek a karosszéria külső oldalán), amelynek a versenytársa. Célja, hogy praktikusabb és manőveresebb legyen, mint a Quest, a nagy sebességű aerodinamikai teljesítmény elvesztésének árán 35 kg, de létezik egy könnyebb karbonverzió. 2014 végéig több mint 130 került eladásra.

## Történelme

### Hogyan jelent meg a QUEST?
Allert Jacobs (mint tervező és fejlesztő) és Ymte Sijbrandij (a marketing fejlesztése érdekében) mint az ex-Flevobike csapat tagjai 250 000 km-t tekertek alumínium- és üveg/szén-szálas formatervezésű velomobiljaikkal. Később Theo van Andellel (gyártás) úgy döntöttek, hogy külön folytatják a velomobilgyártást, és 1999-ben megalakították a Velomobiel.nl-t. Elsődlegesen alleweder és Limit alkatrészeket készítettek és karbantartást végeztek egyéb gyártmányokon, mint a német Cab-bike, a Go-One és az Alligt új Allewederje számára.
Quest (Quest): gyorsan gördül, gyorsan gyártható. A „Darrieus-szélmalom” típusú szárny ihlette, a két méretarányos modellt szélcsatornában tesztelték. A hosszabb velomobil egyértelműen kiemelkedik, 30%-kal javítja az aerodinamikát és 10%-kal a sebességet.
A Beyss (amely saját sorozatú motorokat gyárt Go-One néven) könnyű, merev burkolatot készít, üvegszál/epoxigyantával előfestett. Ez a burkolat egy függesztett fémkeretet vesz körül, amely szabványos alkatrészeket tartalmaz: dobfékek, lánc, váltók, két első kormánykerék és egy hátsó meghajtás; 76 cm széles az úton gurulni (> 75 cm), és átmenni az ajtókon (<80 cm).

### Szétválás
2014-ben a társaság szétvált. Ymte Sibrandji megalapította az Intercitybike.nl-t, és elkészítette a DF-t. A termelő üzem továbbra is Romániában van.

## Fordítás
Ez a szócikk részben vagy egészben  a   Velomobiel című francia Wikipédia-szócikk ezen változatának fordításán alapul.  Az eredeti cikk szerkesztőit annak laptörténete sorolja fel. Ez a jelzés csupán a megfogalmazás eredetét és a szerzői jogokat jelzi, nem szolgál a cikkben szereplő információk forrásmegjelöléseként.